# Migration (data)
Migration används i IT-sammanhang när man flyttar över, migrerar, program, data eller hårdvara till någon annan tillämpning eller till någon annan plattform. Migrering kan till exempel göras när ett programsystem flyttas från en UNIX-plattform till ett Windowssystem.
Benämningen migration eller migrera används även om att göra äldre versioner av data läsbara i nyare versioner av program eller operativsystem. Se digital arkivering.

## Fotnoter
1. ↑  PC Hemmas IT Lexicon, Jerker Thorell